# 조나 팰컨
조나 팰컨(Jonah Falcon, 1970년 7월 29일 ~ )은 미국의 배우이다. 팰컨은 2000년대 초에 세계 최대 거대한 페니스로 미국의 화제를 모았다. 또한, 양성애자임을 공언하고 있다.

## 같이 보기
- 인간의 음경 크기